# Concílio de Epaona
O Concílio de Epaona ou Sínodo de Epaona realizou-se em setembro de 517 em Epaona (ou Epao, perto do que hoje é Anneyron) na Borgonha, França. Ele foi um dos três concílios nacionais de bispos na região que formavam a Gália (atual França). Estes concílios foram: Agde, em 506, que reuniu os arianos visigóticos; Orleans, em 511, que reuniu todo o clero do Reino Franco e os povos dominados e Epaona, (517), para a nação dos burgúndios.

## Antecedentes
No ano de 517, São Avito, bispo de Vienne, arcebispo de Vienne, propõe a todos os bispos do reino da Borgonha uma assembleia eclesiástica [concílio], em Epaona (agora chamado de Saint-Romain-d'Albon), onde ele tinha sua diocese, com o objetivo, entre outros, de considerarem a nova situação político-religiosa criada pela ascensão ao trono em 516 de Sigismundo, ao trono borgonhês e que recentemente havia se convertido do arianismo para o catolicismo. Entre os outros assuntos propostos estava a discussão de uma série de regras morais para a igreja e a adoção de medidas relativas aos arianos. Avito pretendia não causar transtornos na relação entre os católicos e a parcela significativa da população [súditos do reino] que ainda permanecia fiel ao arianismo. Entre os bispos instados havia certa recusa os quais tinham entre seus motivos a profanação de igrejas católicas que se tornaram [ou tornariam?] lugares de culto ariano. Avito pretendia [também] com os métodos adotados não irritar os arianos da poderosa Itália e Provença sob domínio ostrogodo e os da Hispânia e receava ainda que ao recém converso Sigismundo, sucedesse um rei ariano. 

## Histórico
O concílio contou com a presença de 24 (vinte e quatro) bispos vindos de todas as regiões do reino borgonhês, dentre os quais; ele Avito, São Vivenciolo (515-523), que foi quem presidiu o concílio, em primeira instância, depois a condução foi delegada a São Avito, bispo de Vienne, 3, São Constantino, bispo de Gap 4, Catulino, bispo de Embrun. , além de leigos.
Esta foi a primeira assembleia eclesiástica a promulgar a legislação concernente ao uso de altares de madeira, proibindo a construção de altares de pedra, sor [e por] qualquer objetivo e circunstância. O concílio também testemunhou o surgimento das de mitigação de penitência canônica que se tornou necessária devido à mudança dos tempos e as condições sociais dos cristãos [à época]: a penitência mais grave poderia ser substituído por algo novo e brando.<refEnrico dal Covolo: The Historical Origin of Indulgences</ref> O concílio discutiu assuntos que incluíam princípios do anti-arianismo. Estabeleceu os princípios que serviriam de penitência em caso do pecado mortal.

## Algumas decisões do concílio
- Cânone 03: Aquele que estiver cumprindo uma penitência não poderá ser admitido no estado clerical;[3] e ainda emenda: Os apóstatas deverão deixar a congregação, juntamente com os catecúmenos, antes da Eucaristia.[nota 4].
- Cânone 15: A participação em banquetes [comemorações, etc] judaicos fica proibida. 2 [nota 5] [nota 6] [nota 7]

- Cânone 16: Os hereges, para serem admitidos à Igreja,  devem ser batizados por um rito de unção (presbyteros ... se conversionem subitam farting, chrismate subvenire permittimus). Essa prática já era comum no Oriente, enquanto na Itália a admissão era feita através da imposição das mãos. [6]

- Cânone 22: O sacerdote ou diácono que cometeu um pecado mortal, estará liberado de suas obrigações, deverá fechar-se em um convento onde ele poderá participar, apenas como um leigo, na Eucaristia;

- Cânone 26: Serão admitidos apenas pilares de pedra nos altares para a consagração do crisma. (uma mistura de azeite e especiarias = "sacrentur Altaria nisi lapedea crismatis não unctione".) 7

- Cânone 30: Serão passíveis de excomunhão aqueles que contraírem casamentos incestuosos no primeiro ou segundo grau de consanguinidade ou afinidade familiar ou hereditária. Com isso tanto o viúvo quanto a viúva não poderiam casar-se, em segundas núpcias com um aparentado da esposa, sob pena de excomunhão, pois seriam consideradas como incestuosas tais uniões.

- Cânone 34: Excomunga-se o senhor que, por autoridade própria, mata seu escravo. [nota 8] [nota 9]

- Cânone 39:  O escravo, réu de um delito atroz, estará livre de suplícios corporais se este refugiar-se em uma Igreja; [nota 10]

- O hábito [ou exercício] fica proibido ao clero.5
- Fica completamente revogada, em todo o reino, a consagração das viúvas que forem nomeadas Diaconisas. [7]

## Desdobramentos políticos
Com as decisões tomadas, relativamente ao atestado pelo cânone 30, o concílio ampliava, em número de graus, o parentesco em linha com a legislação precedente, pretendendo com isso, evitar casos futuros ou semelhantes ao do dignitário real que desposara a irmã de sua falecida esposa. Essa proibição (do enviuvado desposar parentes do cônjuge) teve implicações políticas severas, o caso em apreço era o de Estêvão, ministro das finanças do rei Sigismundo, da Borgonha, que desposara a irmã de sua falecida esposa, e [por isso] foi excomungado juntamente com a nova esposa.
Sigismundo ficou irritado com essas decisões ameaçou aos bispos e tentou politicamente influenciá-los exigindo a reversão da decisão sobre a excomunhão de seu ministro [para que este fosse novamente readmitido na igreja] e também sobre a proibição relativa aos laços de parentesco mas tal foi sua arrogância que também ele foi excomungado.  Em suma, o monarca foi excomungado, não por outro motivo, senão por sua atitude para com o episcopado.
Enfurecido, o rei buscou reunir os bispos individualmente, na intenção de intimidá-los, para exigir o o seu retorno à igreja. Mas os bispos não se apresentaram. Sigismundo não conseguiu impor sua autoridade aos bispos que responderam referendando a mesma decisão no Concílio de Lião, em 523, onde se fizeram presentes onze dos bispos que deliberaram em Epaona e em 538, no III Concílio de Orleans , graças, neste último, à influência de Albino, bispo de Angers.  Segundo o autor anônimo de “Vida de Santo Apolinário,” Sigismundo teria ordenado aos bispos que deixassem suas respectivas dioceses. A realidade parece ter sido diversa já que de acordo com as Atas do Concílio de Lião em 518, que tratou do caso de Estêvão, os bispos, como uma forma de protesto, tomaram essa decisão sozinhos.
Citação: A mais completa referência parece ser a Nova Enciclopédia Schaff-Herzog do Conhecimento Religioso, vol. IV: Draeseke–Goa 6 que inclui imagens de fac-símile das páginas, juntamente com uma versão em texto pesquisável. O dado relevante encontra-se nas páginas 149-150 e é reproduzido abaixo.
- "EPAO, SYNOD OF: Foi um sínodo realizado em setembro, de 517, no Epao ou Epaone, uma aldeia ao sul de Viena, perto da atual cidade de Anneyron e, naquela época, parte do reino da Borgonha, onde um ano antes, o rei ariano Gundebaldo foi sucedido por seu filho Sigismundo, que se converteu ao cristianismo ortodoxo. Estiveram presentes vinte e quatro bispos de todas as partes do reino, a convite de Ávito de Vienne (qv). Os leigos, segundo consta, puderam assistir e sua participação havia sido declarada legal; No cânone XIV, permitiu-se-lhes apresentar acusações contra os clérigos que fossem justamente acusados de imoralidade. Os quarenta cânones discutidos neste concílio devem ser considerados em conexão com outros dois concílios; o de Agde (506) e o de Orleans (511; qq.v.). Este tinha então a intenção de fazer no reino da Borgonha o que os dois [mencionados] tinham feito para o reino visigótico ou franco - embora e graças à rápida dissolução tiveram o seu ligeiro efeito. Vários deles [cânones], no entanto, foram incluídos em uma coleção (espanhola) depois dos cânones do concílio de Agde (embora com algumas modificações, que induziram a uma menor gravidade), e assim continuaram [os cânones] a ter uma influência sobre a prática subseqüente [na igreja]. O espírito de Avito respira através de todos eles. Uma importante seção lida com a inalienabilidade dos bens eclesiásticos; uma repressão mais vigorosa do arianismo é exigido, embora o retorno das pessoas para a Igreja tenha se tornado muito fácil. Propugnou sobre os padres e diáconos casados, estendendo a supervisão episcopal aos mosteiros. A aplicação dos direitos dos bispos correspondes ao tratamento do poder metropolitano. O número de graus proibidos para o casamento é aumentado, em harmonia com a legislação mais antiga, aparentemente com um olho pousado no caso de um funcionário real que tinha casado com a irmã de sua esposa falecida, o que levou a uma tentativa por parte do rei, para disciplinar os bispos, e um pronunciamento firme da sua parte no primeiro Concílio de Lião (antes de 523), no qual 11 dos membros deste concilio de Epao estavam presentes.".[12]

## Galeria de imagens

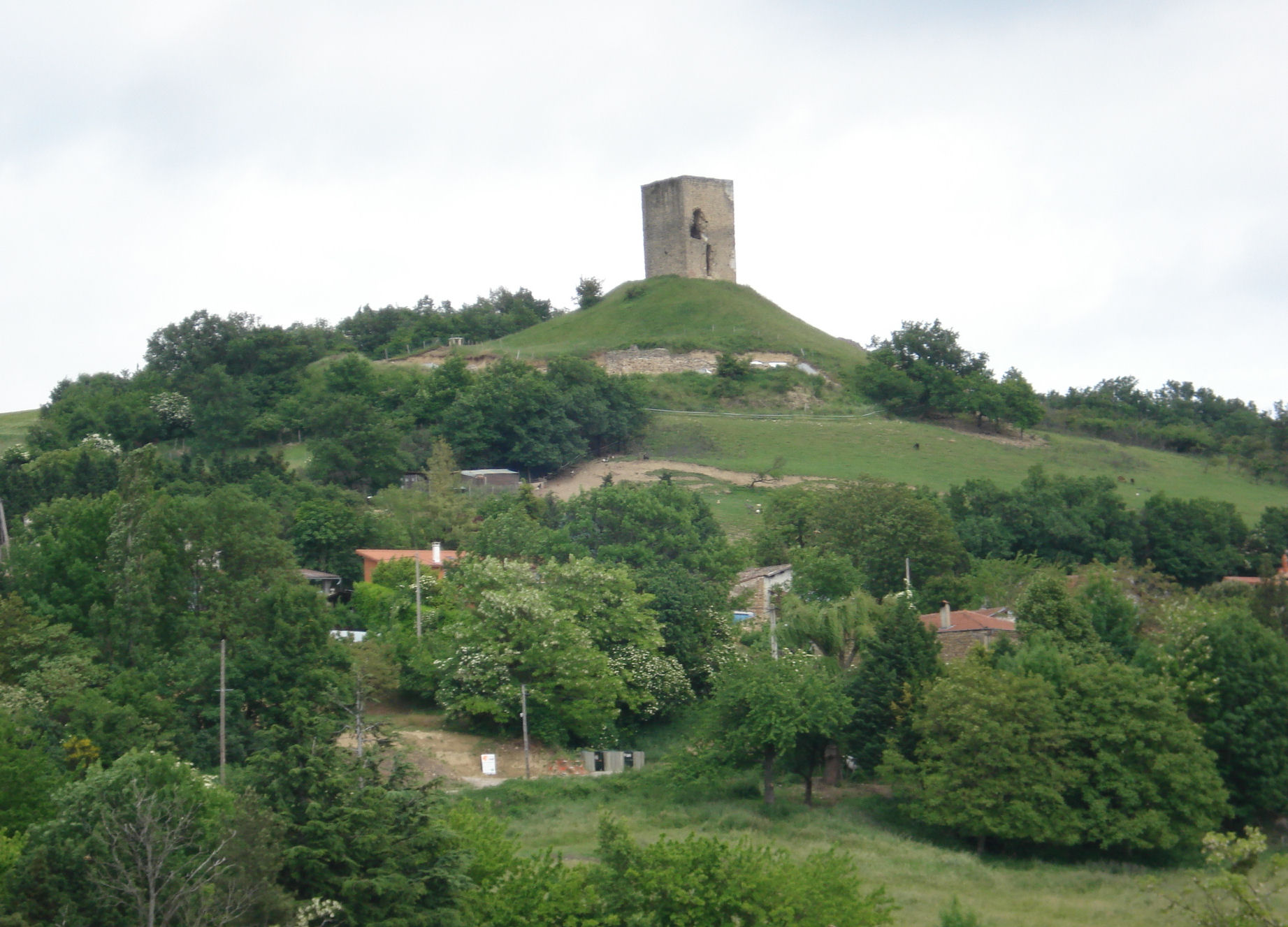
A torre d'Albon (Epaona)
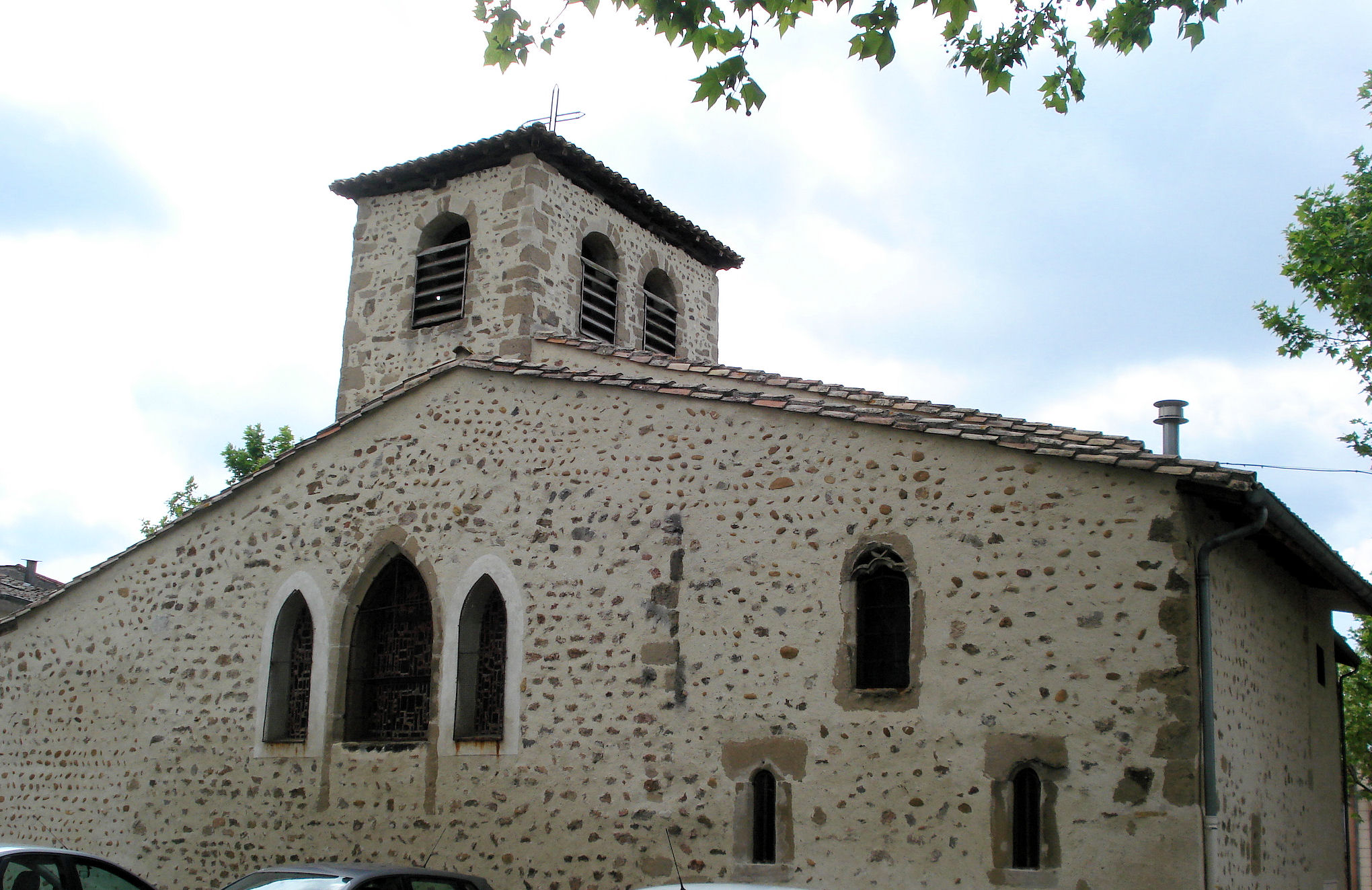
Eglise d'Albon (Epaona)
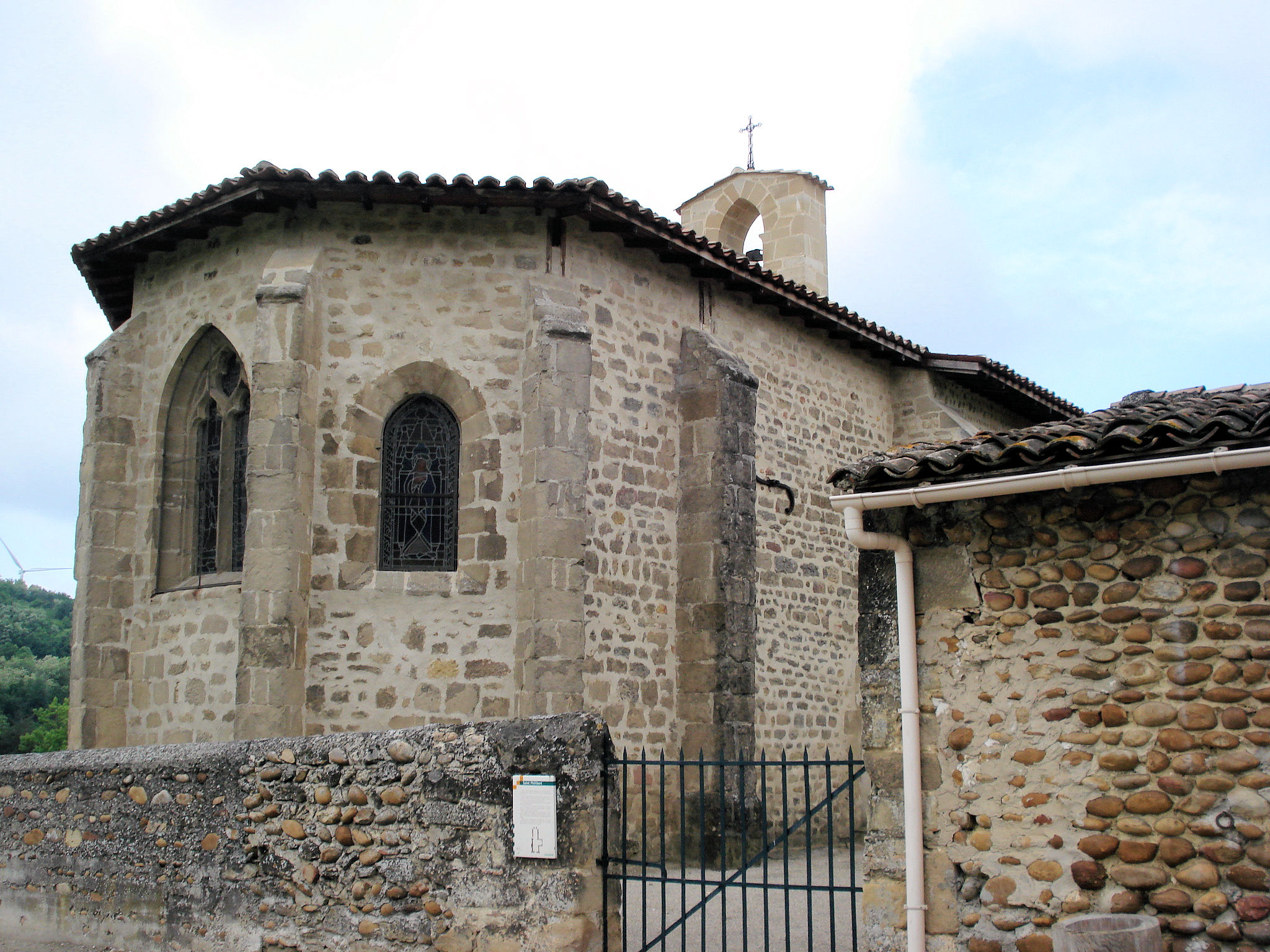
A cúpula da capela de Saint-Philibert
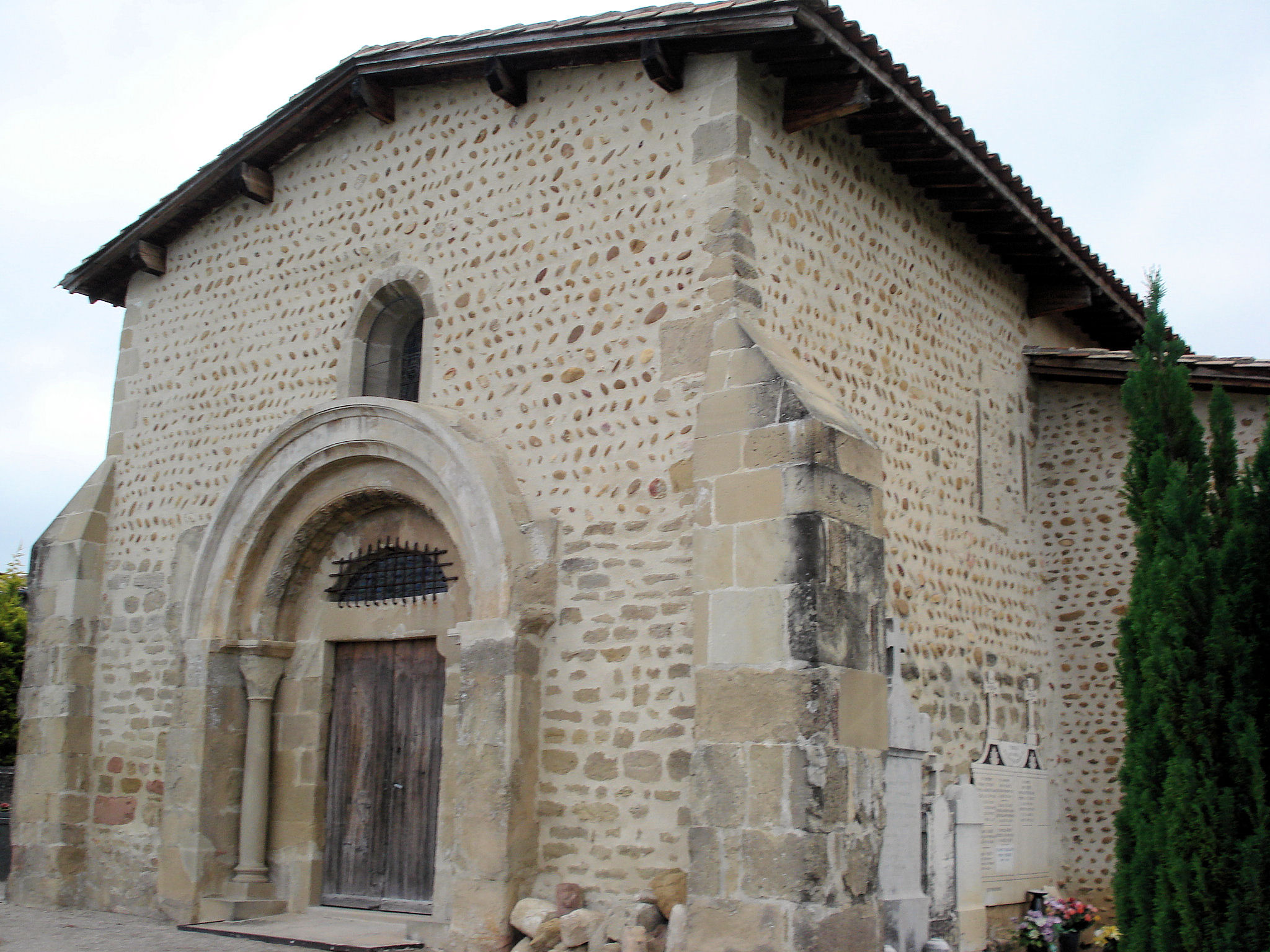
Saint Philibert
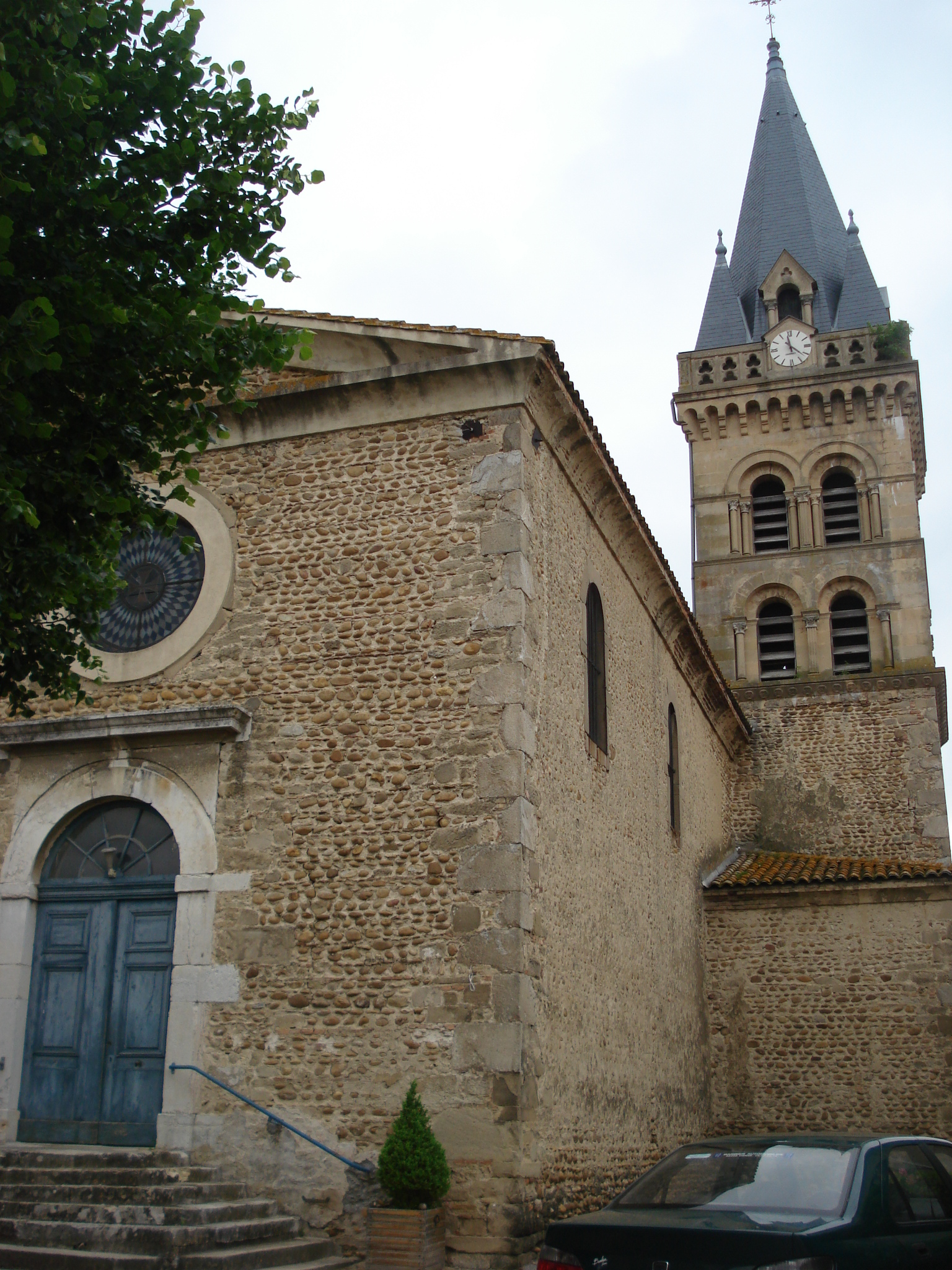
Igreja de Saint-Martin-des-rosiers